# Noordpolder (Berkel)
Noordpolder is een polder in de gemeente Lansingerland in de Nederlandse provincie Zuid-Holland. De polder behoorde eerst tot waterschap Polder Berkel (in 1977 opgegaan in het Hoogheemraadschap van Delfland). 
De Noordpolder was samen met de Westpolder en Zuidpolder in 1778 het eerste drooggemaakte gebied rond Berkel en Rodenrijs. 
De polder ligt ten oosten van het gehucht Noordeinde en de Noordeindseweg. Een groot deel van de 20e-eeuwse uitbreiding van Berkel en Rodenrijs is gebouwd in het zuidelijke deel van de Noordpolder. Het noordelijke deel van de polder is een glastuinbouwgebied met kassen. Tussen het kassengebied en de woonwijken van Berkel is nog een open weidegebied, dat volgens het bestemmingsplan echter wel beschikbaar is voor uitbreiding van de glastuinbouw.
Met een peil van NAP -6,40 m is de Noordpolder de diepst gelegen polder in het beheergebied van Hoogheemraadschap van Delfland.
Noordpolder · 
Westpolder · 
Zuidpolder · 
Voorafsche polder · 
Nieuwe Rodenrijsche Droogmakerij · 
Oostmeerpolder · 
Polder Oudeland · 
Nieuwe Droogmaking (met de Meerpolder · 
Oude Leedsche polder (met Bergboezem)